# Лої Фуллер
Лої Фуллер (фр. Loïe Fuller; справжнє ім'я — Марія Луіза; 22 січня 1862, Фуллерсбург, Іллінойс — 2 січня 1928, Париж) — американська акторка й танцюристка, засновниця танцю модерн.
Почала діяльність як драматична акторка у ролях травесті, у 1878—1886 роках працювала в Чикаго, згодом почала виступати з танцювальними імпровизаціями у супроводі музики Глюка, Бетховена, Шопена та інших з використуванням свілових ефектів.
З 1892 року мешкала у Парижі, де виступала серед іншого у «Фолі-Бержер».
Виконувала танці, які згодом виконувала Ісідора Дункан («Танок серпантин», «Танок вогню»).
Гастролювала різними містами Європи та США.
У 1900 році виступала на Всесвітній Паризькій виставці, в «Опера Гарньє» та інших місцях.
У 1927 році організувала у Лондоні власну трупу, яка проіснувала до 1938 року.
Видала книгу спогадів «П'ятнадцять років мого життя».
Похована на кладовищі Пер-Лашез.

## Особисте життя
Фуллер зустріла свою партнерку, Габ Сорер, з якою прожила понад 30 років, у середині 1890-х років. Сорер народилася під іменем Габріель Блох у 1870 році, та була донькою заможних французьких банкірів. Вона прийняла ім'я Габ Сорер у 1920 році. Блох вперше побачила виступ Фуллер у віці 14 років, а до 1898 року Фуллер і Блох жили разом. Лесбійські стосунки Фуллер і Блох спочатку привернули певну увагу преси, оскільки Блох одягалася виключно в чоловічий одяг і була на 8 років молодшою за Фуллер. З часом висвітлення їхніх стосунків у пресі зменшилося.
Фуллер познайомився з кронпринцесою Румунії Марією, яка згодом стала королевою, у 1902 році на виступі в Бухаресті. Марія та Фуллер стали близькими друзями та підтримували довге листування. Їхні стосунки стали предметом скандальних чуток,, які стверджували, що Фуллер та королева Марія були коханками.